# Aconitum austrokoreense
Aconitum austrokoreense là một loài thực vật có hoa trong họ Mao lương. Loài này được Koidz. mô tả khoa học đầu tiên năm 1934.